# Mont Barbeau
Pour les articles homonymes, voir Barbeau.
Situé sur l'île d'Ellesmere, à l'extrémité septentrionale de la cordillère Arctique, le mont Barbeau (en anglais : Barbeau Peak) est la plus haute montagne au Nunavut et le plus haut sommet canadien à l'est des montagnes Rocheuses. Il a pris son nom en 1969 de l'anthropologue canadien Charles Marius Barbeau (1883-1969).